# Liao Chengzhi

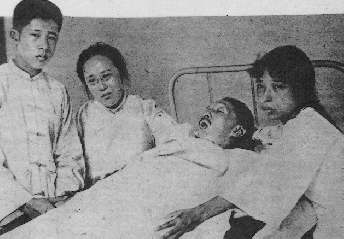
La mort de son père. De gauche à droite : Liao Chengzhi, He Xiangning, Liao Zhongkai et Liao Mengxing.

Liao Chengzhi (廖承志, 25 septembre 1908 - 10 juin 1983) est un homme politique chinois. Il rejoint le Parti communiste chinois en 1928, et devient directeur de l'agence de presse Xinhua. Après 1949, il travaille aux Affaires étrangères, devient le plus important président de l'université des langues étrangères de Pékin, président de la société d'amitié sino-japonaise, et ministre du bureau des Affaires d'outre-mer chinoises (en).

## Jeunesse et formation
Liao est né à Ōkubo dans la banlieue de Tokyo en 1908 de Liao Zhongkai et He Xiangning. Son père, originaire de Huiyang au Guangdong, veut étudier à l'étranger depuis qu'il est entré au Queen's College de Hong Kong. Il laisse sa femme pour poursuivre des études à Tokyo en janvier 1903, mais elle le rejoint juste trois mois plus tard. Elle étudie également de son côté, prenant congé pour la naissance de Liao, mais retournant à l'école six mois plus tard. Liao est un enfant souffrant de surpoids, au point que ses parents le surnomme « Bouffi » (肥仔). Ses parents deviennent membres du Kuomintang dès sa création et Sun Yat-sen est un visiteur fréquent de leur maison, transmettant au jeune Liao son intérêt pour la politique. Lui et sa sœur, Liao Mengxing, étudient également le wushu avec l'un des gardes du corps de Sun. Sa famille déménage souvent et le jeune Liao ira à l'école à Tokyo, Shanghai, et Guangzhou.
Liao retourne chez ses parents au Guangdong en 1923, et entre à l'école secondaire attachée à l'université Lingnan de Guangzhou (en). Il rencontre Zhou Enlai, alors instructeur à l'académie de Huangpu, l'année suivante. Sous son influence, Liao s'intéresse à la politique et rejoint le Kuomintang. En juin 1925, il est l'un des chefs d'une marche de protestation à Guangzhou qui est réprimée par les troupes britanniques et françaises lors de ce qu'on appelle l'« incident de Shaji ». Le chapeau de Liao est lui-même transpercé par une balle et il s'échappe de justesse. Son père est assassiné deux mois plus tard par un membre d'une faction rivale du Kuomintang. En 1927, par peur pour ses enfants, sa mère les emmène avec elle à Tokyo. L'année suivante, il entre à l'université Waseda, mais son adhésion à la branche de Tokyo du Parti communiste chinois le fait expulser. Ses activités politiques attirent également l'attention suspicieuses du gouvernement japonais qui l'expulse du pays durant l'été 1928, et il rentre à Shanghai.
En novembre 1928, Liao se rend à Berlin pour étudier et continuer ses activités politiques. Sa mère, qui est également retournée en Chine, quitte peu après le pays par dégout du gouvernement de Tchang Kaï-chek. Elle se rend d'abord à Paris où elle survit en vendant des peintures avant de rejoindre son fils à Berlin. Elle retourne à Shanghai avec Song Qingling en septembre 1931, juste après l'incident de Mukden et le début de l'invasion japonaise de la Mandchourie, pour rejoindre la résistance anti-japonaise. Durant le même temps, Liao est arrêté par la police allemande et expulsé du pays. Il rejoint sa mère à Shanghai en 1932. Il devient secrétaire du groupe du Parti communiste dans l'union nationale des marins. Ses activités politiques lui amènent de nouveau des problèmes, et il est arrêté en 1933. Il est cependant libéré grâce aux efforts de Song Qingling. De retour à Shanghai, Liao entame une relation avec Jing Puchun. Son père Jing Hengyi, un peintre, est l'ami de la mère de Liao, ancien camarade de classe au Japon, et voisin. Jing Puchun est arrivée du Zhejiang à Shanghai avec son frère aîné pour lui rendre visite. Elle a seulement 16 ans à l'époque. Son frère proteste fortement à leur relation à cause de l'adhésion de Liao au Parti communiste, craignant que sa sœur ne souffre de conflits politiques. Mi-juillet, son frère la ramène au Zhejiang. Les deux amants restent en contact par courrier. En août 1933, lorsque Liao reçoit l'ordre du Parti de se rendre dans la région du Sichuan–Shaanxi, il demande à Jing dans une lettre de « m'attendre pendant deux ans, si vous m'aimez vraiment ».

## Contre les nationalistes et le Japon
En août 1933, Liao fait ses adieux à sa mère et se rend dans la région du Sichuan-Shaanxi, transportant des codes du Kuomintang qui permettraient aux communistes de décrypter leur messages télégraphiques. Après son arrivée, il devient secrétaire du bureau politique de la 4e armée de front de l'armée rouge chinoise. Cependant, il offense son supérieur Zhang Guotao en soulignant certaines de ses erreurs idéologiques. Zhang Guotao accuse alors Liao d'être « membre de la famille du Kuomintang » et le fait arrêter. Il passe deux années dans les prisons communistes, finissant la Longue Marche en tant que criminel, et est restauré dans son ancienne position fin 1936 par Mao Zedong et son ancien ami Zhou Enlai alors qu'il se trouve au Nord du Shaanxi. Il commence à travailler pour l'agence de presse communiste (l'ancêtre de la Xinhua) où il utilise sa grande expérience des relations internationales, traduisant les nouvelles du français, de l'anglais, de l'allemand, et du japonais.
En décembre 1937, alors que la seconde guerre sino-japonaise éclate, il est envoyé à Hong Kong où il travaille au bureau de l'armée de la 8e route. Parmi d'autres postes, il est responsable de l'achat de l'armement du bureau du Sud du Parti communiste. Son travail forme les fondations de ce qui deviendra la « stratégie du front uni » dans le territoire, visant à utiliser les ressources économiques de Hong Kong et ses connexions avec les communautés chinoises de l'étranger pour financer le Parti. De plus, toujours à Hong Kong, Liao cultive des relations et des alliances avec les « grands capitalistes » du territoire. Sa mère s'arrange pour que Jing Puchun le rejoigne, à la surprise de son fils. Les deux amoureux se retrouvent sur les docks au moment où Liao descend de son bateau, et se marient peu après, le 11 janvier 1938. Liao quitte Hong Kong en janvier 1941 après que l'armée impériale japonaise ait commencé l'occupation de la ville. Il est choisi pour sa maîtrise du japonais avec Lian Guan pour s'infiltrer et établir le contact avec les révolutionnaires piégés. En mai, il a déjà aidé plus de 500 personnes à s'échapper de Hong Kong, dont sa mère, Song Qingling, Mao Dun, Xia Yan, Liang Shuming, Cai Chusheng, Liu Yazi (en), Hu Feng, Hu Sheng, et Zou Taofen.
Cependant, le travail de Liao est interrompu le 30 mai 1942 lorsqu'il est arrêté à Lechang au Guangdong. Ses ravisseurs le transportent jusqu'au Sud du Jiangxi et l'enferme au camp de prisonniers de Majiazhou à Taihe. Son arrestation est le fruit d'une longue enquête du Kuomintang, et fait partie du démantèlement du Parti communiste dans le Sud de la Chine. Dans les mois suivants, le Kuomintang arrête des centaines de membres communistes. Sa mère, Dong Biwu, et Zhou Enlai écrivent des lettres aux autorités du Kuomintang pour plaider pour la vie de Liao, dans lesquelles ils insistent sur la nécessité de s'unir contre les Japonais et sur l'origine révolutionnaire commune du Kuomintang et du Parti communiste, se reflétant dans la relation du père de Liao avec Sun Yat-sen. Finalement, Tchang Kaï-chek décide d'épargner la vie de Liao. Le fils de Tchang, Chiang Ching-kuo, est assigné responsable de la captivité de Liao. Ses connexions personnelles ne le sauvent pas, et Liao est emprisonné dans de très mauvaises conditions et subit de la torture, tout en développant une pneumopathie. Cependant, grâce au respect d'autres révolutionnaires, il est élu comme membre alternatif du bureau politique du Parti par les représentants du 7e congrès national à Yan'an en avril 1945.
En janvier 1946, Tchang Kaï-chek envoie un télégramme au camp de prisonniers de Ganzhou où Liao est détenu, pour demander d'envoyer le détenu au siège du gouvernement du Kuomintang, alors situé à Chongqing. Le traitement de Liao s'améliore sensiblement après son arrivée, il reçoit de nouveaux vêtements et de la meilleure nourriture. Tchang essaye de faire pression sur lui pour qu'il renonce à son affiliation avec le Parti communiste, mais Liao refuse. Peu après, le 22 janvier, selon les termes de l'accord du Double dix (en) entre le Kuomintang et le Parti communiste, Liao est libéré et rentre à Yan'an où sa femme l'attend. Après son retour, il est nommé à la tête de l'agence de presse Xinhua. Cependant, ses retrouvailles avec sa femme sont de nouveau brèves car le Parti envoie Liao dans les monts Taihang pour son travail.

## Après 1949
Dans les années 1960, Liao mène des délégations chinoises lors de plusieurs négociations avec le Japon, par exemple pour l'accord d'échange de journalistes sino-japonais (en).
Dans les années 1970, Liao reste actif en politique. Il supervise en 1978 la création du bureau des Affaires de Hong Kong et Macao (en) et du bureau des Affaires d'outre-mer chinoises (en). Il continue également à jouer un rôle important dans les relations entre la Chine et le Japon, accompagnant Deng Xiaoping lors d'une visite au Japon, et rencontrant le Premier ministre Takeo Fukuda,. En mars 1980, pour raisons de santé, Liao se rend aux États-Unis pour subir un pontage aorto-coronarien au centre médical de l'université Stanford. Il était resté en surpoids même durant ses années de détention et après son opération, sa femme se met à contrôler son alimentation plus étroitement, mais il continue à manger des aliments gras et à fumer des cigarettes à l'occasion. En 1982, il reçoit un doctorat honorifique de l'université de Waseda. Le 25 juillet de la même année, Le Quotidien du Peuple publie une lettre de Liao à propos de son ancien geôlier Chiang Ching-kuo, qui est depuis devenu président de la république de Chine. S'adressant à Chiang en l'appelant « Mon frère », il insiste de nouveau sur l'origine commune des deux partis, et lui demande de prendre des mesures pour la réunification de la Chine.

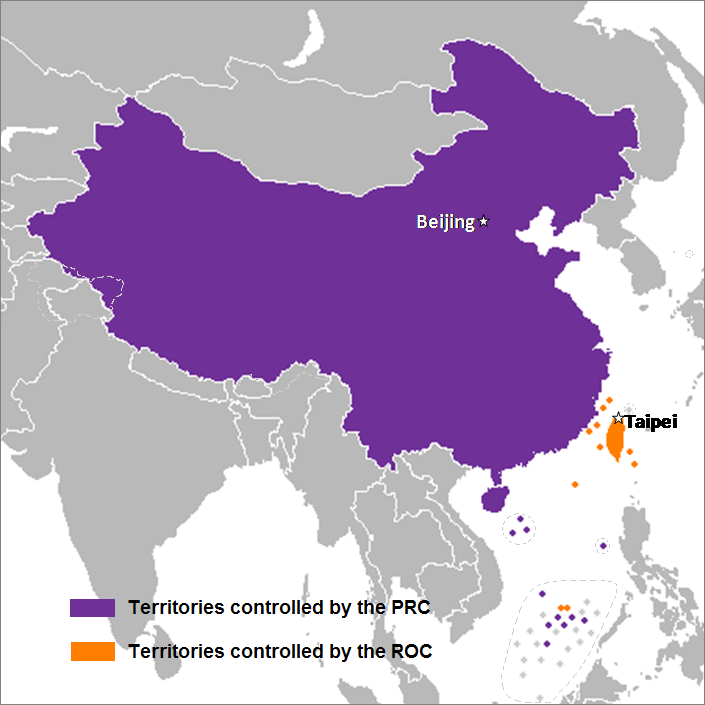
Territoires de la république populaire de Chine (en violet) et de la république de Chine (en orange).

Liao meurt d'une attaque cardiaque à 5h22 du matin le 10 juin 1983 à Pékin. Sa mort survient de façon inattendu car il est le favori comme prochain candidat au poste de vice-président de la république populaire de Chine.